# DHARMA Initiative

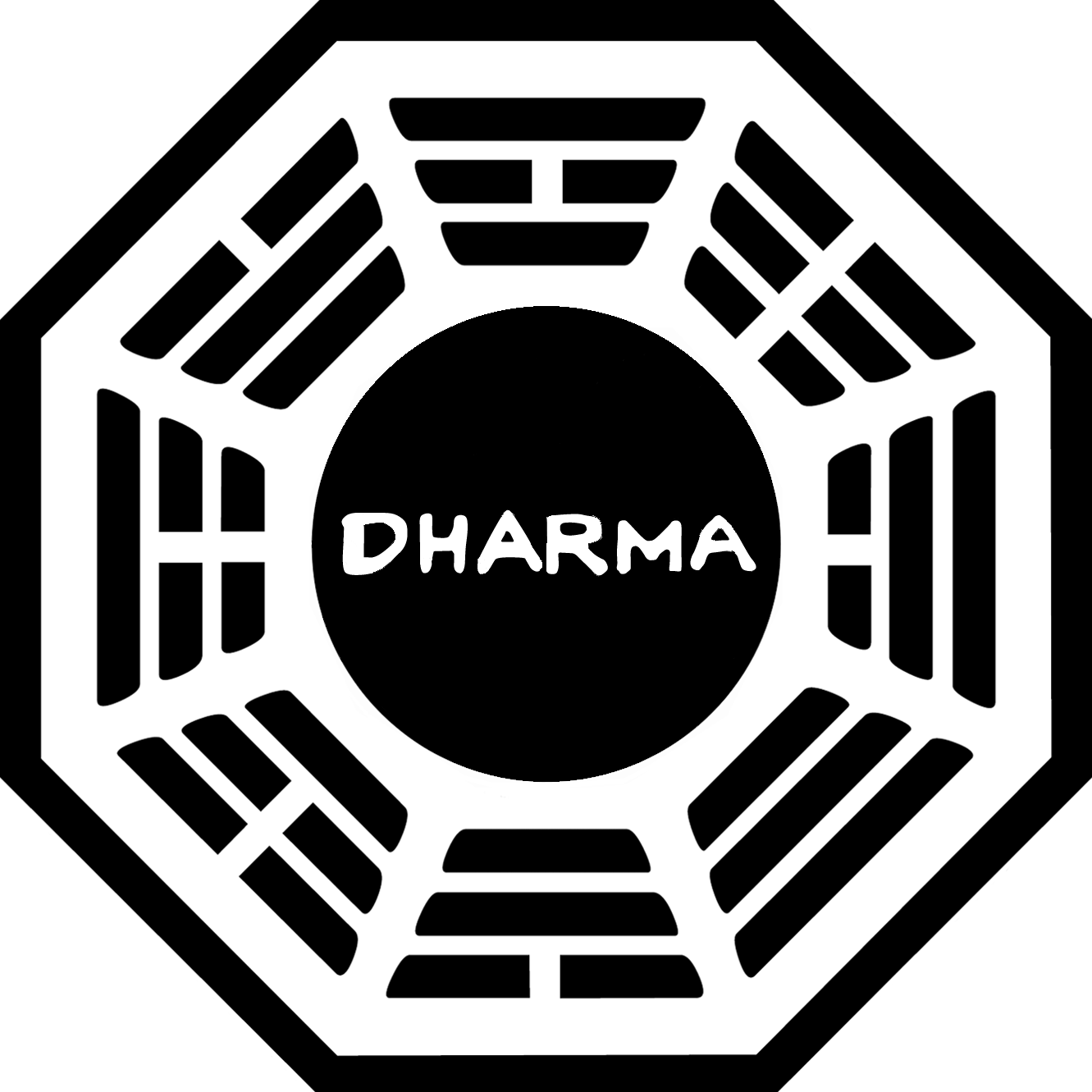
Логотип проекта

DHARMA Initiative (сокр. от англ. Department of Heuristics And Research on Material Applications Initiative — Отдел эвристики и исследований по её практическому применению) — вымышленная научная организация сериала «Остаться в живых», научно-исследовательский проект, официально занимающийся изучением шести научных областей: психологией, парапсихологией, метеорологией, зоологией, электромагнетизмом и исследованиями современного общества. Согласно обучающему фильму третьей станции, проект был основан в 1970 году. Основателями проекта были докторанты Мичиганского университета — Карен и Джеральд Дегруты, а спонсировать проект взялся оружейный магнат Алвар Хансо.

## История

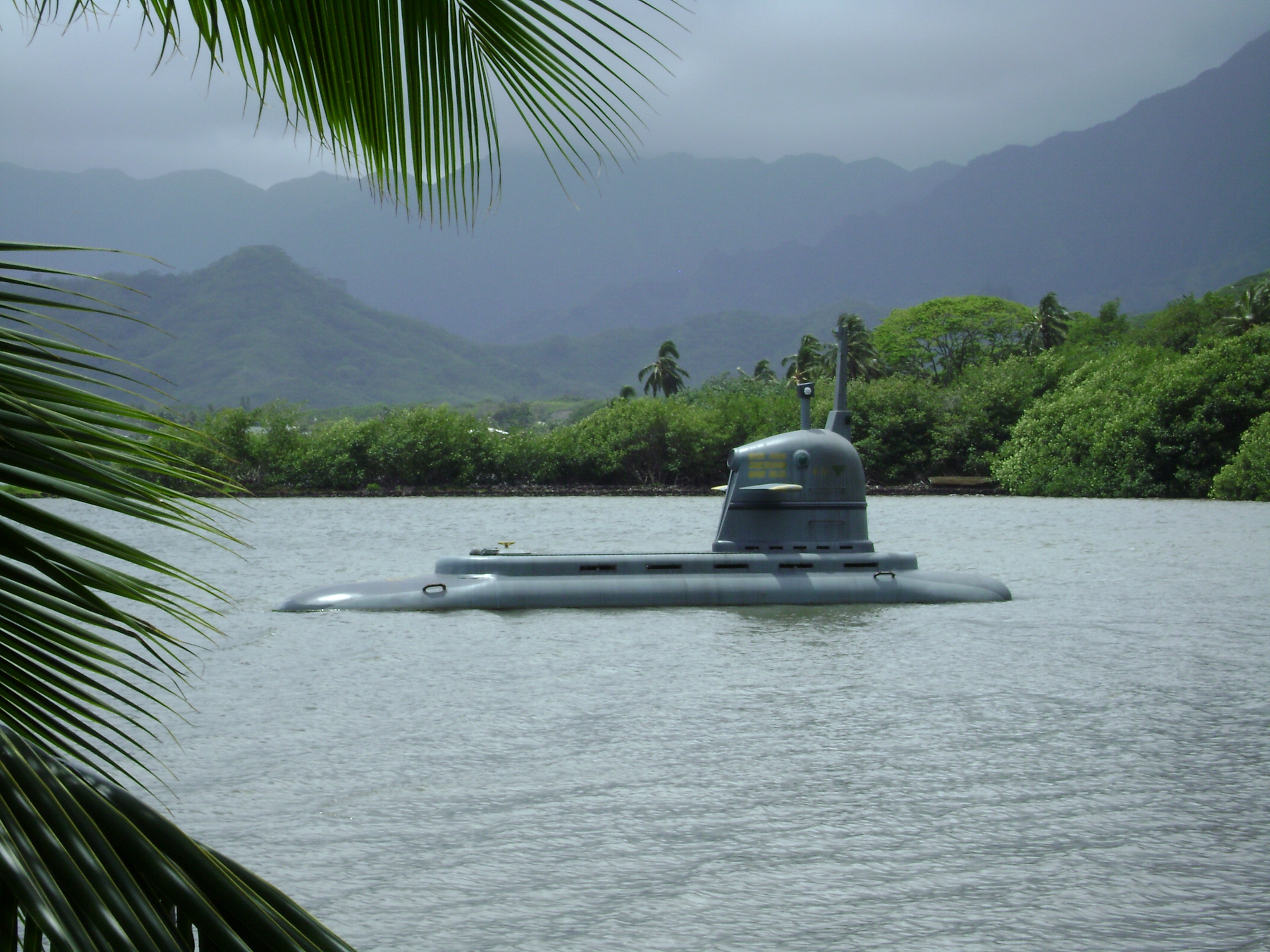
Подводная лодка DHARMA Initiative

### В сериале
В 1977 году произошёл инцидент. Во время бурения скважины для постройки будущей станции «Лебедь» учёные наткнулись на источник электромагнитной энергии. Несмотря на зашкаливающие показания датчиков, учёные продолжили бурение. Произошёл огромный выброс энергии, затронувший весь остров. В дальнейшем эти выбросы повторялись, и учёным пришлось переоборудовать станцию «Лебедь» для нейтрализации энергии, для чего необходимо было вводить числа «4 8 15 16 23 42» в компьютер каждые 108 минут (сумма вводимых чисел). В 1987 году, «Фонд Хансо» прекратил финансирование ввиду отсутствия результатов по поводу основной деятельности проекта — изменению уравнения Валензетти, а через пять лет, 19 декабря 1992 года, уроженцы Острова, они же Другие, убили всех сотрудников проекта «Дхарма» газом (предположительно со станции «Буря») и захватили их станции и технологии.
Согласно сериалу, цифры означали номера кандидатов на замену Джейкобу, в финальном сезоне остались кандидаты с этими номерами (4 — Локк, 8 — Рейес, 15 — Форд, 16 — Джарра, 23 — Шепард, 42 — Квон «Сун или Джин»).

### В игре The Lost Experience
Согласно игре, предпосылки для создания проекта берут своё начало с 1962 года, когда конфликт между СССР и США поставил мир на грань ядерной войны. После разрешения конфликта, Совет Безопасности ООН всерьёз задумался над техногенной проблемой общества, и заказал создание уравнения, которое точно укажет дату, когда человечество погубит себя в результате своей деятельности. Так, итальянским математиком Энзо Валензетти было создано уравнение, указывающую дату «конца Света», будь то войны, эпидемии, перенаселения. Ключевые природные и человеческие факторы уравнения в численном виде выглядели так: «4 8 15 16 23 42».

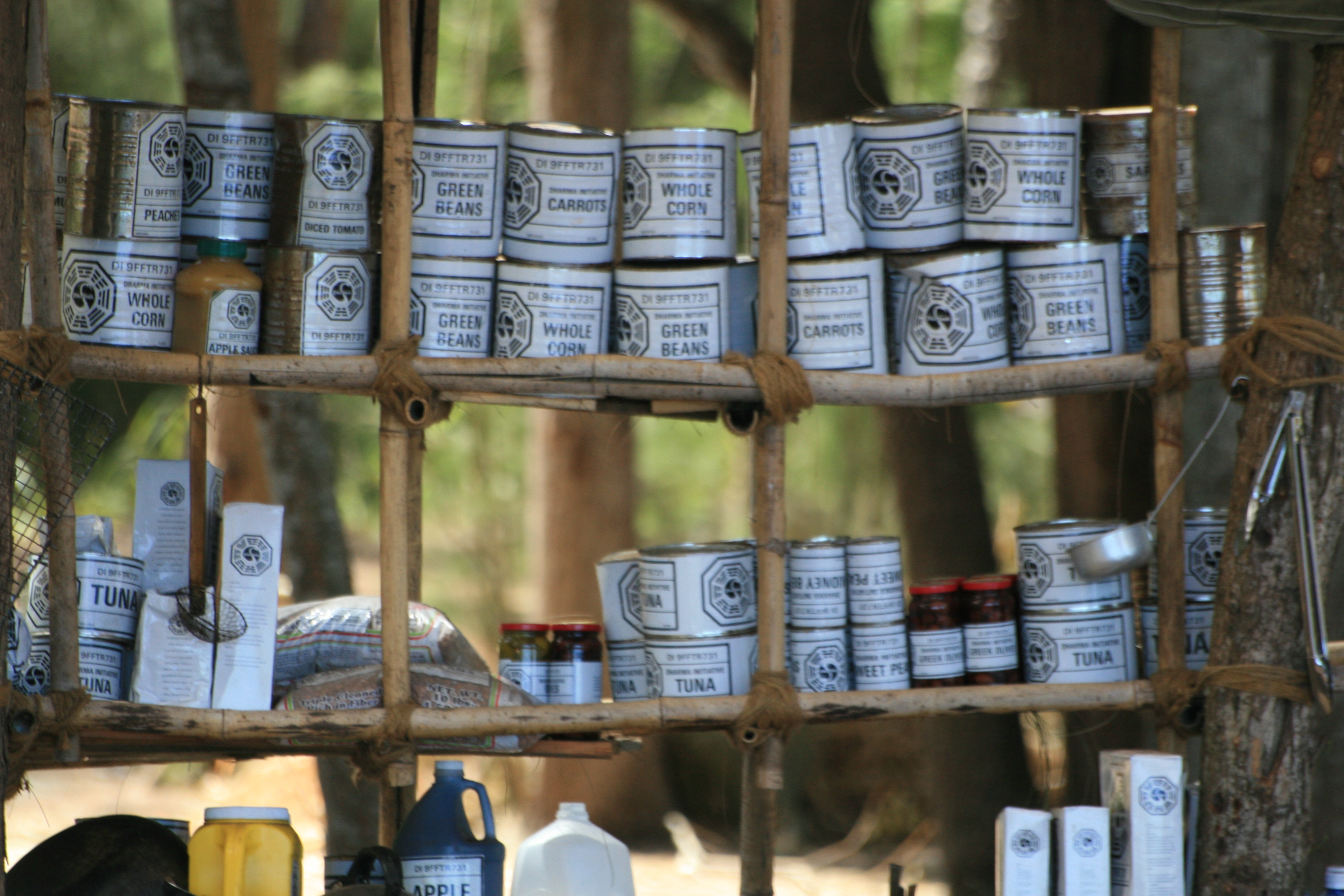
Еда DHARMA Initiative

Совет Безопасности ООН скептично отнёсся к этим числам, но Альвара Хансо они заинтересовали всерьёз. Было решено, что если умело управлять природой и социальным обществом, то можно изменить ключевые значения уравнения (то есть изменить числа), тем самым, предотвратив «Конец света». Так и появился на свет проект «Дхарма».
Центром исследований был выбран остров в Тихом океане — одно из немногих мест на Земле, обладающее сверхъестественным геоактивным благоприятным воздействием. Кроме того остров поворачивается вокруг своей оси, а также перемещается в южном полушарии. На нём были построены научные и технические станции со всеми необходимыми средствами, включая лекарства, еду и всё другое, что необходимо учёным для проживания на острове в течение долгого времени.
Однако, несмотря на все усилия и манипуляции окружающей средой, числа невозможно было изменить, более того они возвращались на исходное положение, принося проекту одни лишь неудачи.

## Логотип DHARMA Initiative
Логотип DHARMA Initiative основан на старинном китайском символе Ба-Гуа (кит. «восемь триграмм», «восемь направлений»). С помощью него пытались выразить всё многообразие явлений природы и человеческого бытия. В учении Фэн-Шуй Ба-Гуа используется как амулет, помогающий принимать благоприятные и своевременные решения, делать выбор. Непрерывные линии символизируют мужское начало Ян, прерывистые — женское Инь. В оригинальном изображении в центральном круге вместо логотипа Дхармы находится символ Инь-Ян. На логотипе представлена немного другая расстановка триграмм (боковые элементы перевернуты) — такое начертание тоже допускается.

## Станции DHARMA
| Название станции | Номер      | Первое появление на экране | Первое посещение на экране                                                    | Последнее появление на экране | Впервые названо имя      | Назначение                                                                                         | Местоположение                                                           | Статус                       |
| ---------------- | ---------- | -------------------------- | ----------------------------------------------------------------------------- | ----------------------------- | ------------------------ | -------------------------------------------------------------------------------------------------- | ------------------------------------------------------------------------ | ---------------------------- |
| «Гидра»          | 1          | «Повесть о двух городах»   | «Повесть о двух городах»                                                      | «Новый лидер»                 | «Повесть о двух городах» | Биологические и генетические опыты с животными.                                                    | Находится на небольшом острове по соседству с основным                   | покинута                     |
| «Стрела»         | 2          | «Все ненавидят Хьюго»      | Хронология серий: «Все ненавидят Хьюго», хронология событий: «Другие 48 дней» | «Другие 48 дней»              | «И найденное»            | Разработка оборонной стратегии и разведка о коренных уроженцах острова.                            | Расположена на северо–востоке Острова.                                   | покинута                     |
| «Лебедь»         | 3          | «В сердце джунглей»        | «Человек науки, человек веры»                                                 | «Некоторые любят похолоднее»  | «Ориентация»             | Исследование электромагнетизма. После Инцидента — периодическая выгрузка электромагнитной энергии. | Расположена недалеко от лагеря выживших.                                 | уничтожена                   |
| «Пламя»          | 4          | «Цена жизни»               | «Введите 77»                                                                  | «Намасте»                     | «И найденное»            | Станция связи.                                                                                     | Расположена на северовостоке от бараков                                  | уничтожена                   |
| «Жемчужина»      | 5          | «?»                        | «?»                                                                           | «Разоблачение»                | «?»                      | Психологические эксперименты, наблюдение за другими станциями.                                     | Расположена на месте падения самолета с наркотиками                      | покинута                     |
| «Орхидея»        | 6          | «Долгожданное возвращение» | «Долгожданное возвращение»                                                    | «Переменная»                  | конференция Comic-Con    | Изучение пространства-времени. Замаскирована под оранжерею.                                        | Расположена в нескольких часах ходьбы к северозападу от лагеря выживших. | покинута                     |
| «Фонарь»         | неизвестен | «Ложь»                     | «316»                                                                         | «316»                         | «316»                    | Определение местонахождения острова.                                                               | Находится под церковью в Лос-Анджелесе, США                              | покинута                     |
| «Посох»          | неизвестен | «Декретный отпуск»         | «Декретный отпуск»                                                            | «Счастливая привычная жизнь»  | «И найденное»            | Медицинские исследования.                                                                          | Находится в западной части Острова                                       | полуактивная                 |
| «Зеркало»        | неизвестен | «Избранное»                | «Избранное»                                                                   | «В Зазеркалье»                | «Избранное»              | Глушить сигналы с Острова.                                                                         | Подводная станция, которая находится возле южной стороны Острова.        | покинута, частично затоплена |
| «Буря»           | неизвестен | «Другая женщина»           | «Другая женщина»                                                              | «Другая женщина»              | «Другая женщина»         | Хранение газа и энергоснабжение (не установлено).                                                  | Расположена в дне ходьбы к северу от лагеря выживших.                    | покинута                     |

### Станция «Гидра»
Станция «Гидра» (англ. The Hydra) находится на небольшом острове, который расположен рядом с главным Островом. Представляет собой обширное скопление зданий и подземных помещений и на настоящий момент является самой большой станцией из найденных. Изначальное предназначение станции — исследования и опыты на животных. В одной из первых серий четвёртого сезона Шарлотта на раскопках в пустыне обнаруживает останки белого медведя с ошейником Дхармы. После падения проекта станция использовалась как основное место работы Других, где они проводили различные эксперименты.

#### Надземная станция
Надземная часть станции Гидра имеет несколько зон. По-видимому, секретность не являлась здесь приоритетной целью. В этой части располагались клетки, где содержались Сойер и Кейт. По словам Тома, здесь проводили эксперименты над белыми медведями. Есть ещё одна клетка из менее прочного на вид материала, где содержался Карл; по-видимому, здесь находились другие виды животных. На небольшом расстоянии от клеток находится, по-видимому, главное здание. Его первой увидела Кейт — она очнулась после похищения в одной из комнат. В комнате находилось множество шкафчиков и душевой блок. Именно здесь находится операционная, где Джек оперировал Бена — с рентгеновским аппаратом и другим медицинским оборудованием. Скорее всего — здесь лечили и изучали животных. Недалеко от главного здания находится каменоломня, где работали Сойер и Кейт. По словам Других — здесь должна быть взлетно-посадочная полоса. Также к наземной части станции относится небольшое здание, которое охранял Алдо. Здесь находится Комната 23, где содержался Карл. В этом же здании Другие удерживали похищенного Уолта («Комната 23 (мобизод)»). В комплекс зданий наземной части входит лекционная комната, которая, вероятно, использовалась для общих собраний. Здесь судили Джульет за убийство Дэнни Пикетта.

#### Подземная станция
В подземной части находится аквариум, где содержался Джек. По словам Джульет — здесь раньше жили дельфины и акулы. Здесь также находится люк, через который можно заполнить аквариум морской водой, и красная кнопка, включающая насосную систему. В аквариуме есть интерком, но Джульет сказала, что он не работает. Однако Джек слышал из него голос своего отца, крики Сойера и спор между двумя неизвестными Другими о Карле и Алекс. Кроме аквариума в подземной части есть комната с мониторами, которую использовал Бен. Она подобна аналогичной на станции Жемчужина: 6 мониторов, отображающих живую картинку. Камера номер 1 показывает хижину лжеДжейкоба.

### Станция «Стрела»
Когда станцию «Стрела» (англ. The Arrow) нашли выжившие пассажиры из хвостовой части рейса 815, она была полностью пуста (за исключением одного сомнительного ящика), поэтому судить о её предназначении очень сложно. Однако, исходя из плана Кельвина, можно предположить, что эта станция была чем-то вроде склада. Первая станция, построенная Дхармой. Станцию пассажиры использовали как убежище.
Интересно, что на комбинезоне Горация Гудспида был логотип «Стрелы», а ниже специальность — «математик».
В первой серии пятого сезона нам дают крупицу информации — доктор Кендл, записывая видеоролик, заявил, что станция номер два-«Стрела» занимается разработкой оборонной стратегии и слежением за коренными жителями острова.
В серии LaFleur Гораций Гудспид даёт команду: «…сообщите на „Стрелу“ — пусть выкатывают гаубицы…»

### Станция «Лебедь»
Станция «Лебедь» (англ. The Swan), также известна как Люк. Случайно обнаружена Локком и Буном в серии «В сердце джунглей». Согласно инструкции «Лебедь» была лабораторией «где учёные могли работать, чтобы понять уникальные электромагнитные флуктуации, исходящие из этого участка острова». Однако после Инцидента последовал протокол, в котором говорится, что два человека должны посменно нажимать кнопку, вводя числа в компьютер каждые 108 минут на протяжении 540 дней. После этого на станцию прибывают другие работники, чтобы заменить текущих. В эпизоде «Живём вместе, умираем в одиночестве» (Часть 1) Локк принимает решение не нажимать кнопку, думая, что это — просто психологический эксперимент. Как результат — вся станция начинает трястись, и Десмонд поворачивает ключ безопасности. Происходит взрыв, и на месте станции образуется огромный кратер.

### Станция «Пламя»
Станция «Пламя» (англ. The Flame) была построена DHARMA Initiative для связи с внешним миром. Её символику и название мы впервые видим изображёнными на рисунке бронедвери. В соответствии с картой Дхармы, найденной Саидом, станция Пламя расположена на северо-востоке от Казарм. Станция осуществляла связь с внешним миром, а также с другими станциями проекта. Возможно, с её помощью можно было вызвать вертолёт для поставки медикаментов и других необходимых средств.
Она состоит из трёх частей: жилое помещение, своего рода склад и комната с компьютерным оборудованием. Под ковром спрятана дверь на нижний секретный уровень, в котором содержались инструкции для проведения особых операций и эксплуатационные руководства по управлению станцией, а также дополнительное хранилище. Снаружи здания располагался загон для коров, но вероятнее всего он был уничтожен при взрыве.
Станция была напичкана взрывчаткой C-4, спрятанной на нижнем уровне. Ввод оператором специального кода «77» на компьютере станции в ответ на вопрос «Проникли ли на станцию враги?» был сигналом для подрыва всего комплекса. Локк обнаружил этот код, когда выиграл у компьютера станции партию в шахматы. Позже он ввёл его, прежде чем покинуть сооружение, и пошёл на встречу с остальными в джунглях. В результате станция взорвалась, и всё, что располагалось поблизости, было уничтожено.

### Станция «Жемчужина»
Станция «Жемчужина» (англ. The Pearl), как объясняется в видеоинструкции — предназначена для круглосуточного видеонаблюдения за другими станциями, причём все наблюдения необходимо записывать в тетрадь и отправлять по трубе пневматической почты в казармы. На самом деле тетради не доставляются в казармы — труба заканчивается где-то на острове, а контейнеры с тетрадями сваливаются в кучу на поляне.
Также помимо психологических экспериментов станция использовалась для наблюдения и координации работы станций проекта «Дхарма». На станции есть кассета с ориентационным фильмом «Дхарма», компьютер как на станции «Лебедь», фиксирующий ввод цифрового кода, с подключённым к нему принтером для распечатки логов, и работающий туалет.
Впервые была обнаружена Локком и Эко на месте разбившегося самолета с братом Эко.

### Станция «Орхидея»
Станция «Орхидея» (англ. The Orchid) находится глубоко под землёй, в ней проводились различные эксперименты по перемещению во времени. За основу опытов были взяты эксперименты и открытия Хендрика Казимира. Станция построена над камерой с «Колесом Времени» и «колоссальным источником энергии».
В серии «Нет места лучше дома» Бен и Локк проникли на эту станцию, чтобы переместить остров.
Наружная часть станции «Орхидея» представляет собой оранжерею, вероятно сооруженную, чтобы скрыть истинное предназначение станции. Оранжерея сильно разрушена и заросла различными растениями. В самой оранжерее есть секретный рычаг, который активирует лифт, ведущий под землю — на нижний (основной) уровень станции. Станция залегает довольно глубоко. От лифта ведёт короткий коридор со смежными комнатами и большим помещением со столами, электроникой, клетками для кроликов, телевизором и видеомагнитофоном. На станции есть необычная камера из неизвестного материала с пневматическими дверьми. Камера предназначена для перемещения во времени.
Позади стены камеры перемещения есть туннель, оканчивающийся лестницей. Она ведёт в отверстие, покрытое льдом, а затем — в ледяную пещеру с иероглифами. Здесь есть маленький фонарь и замороженное колесо. Оно, вероятно, представляет собой устройство, которое перемещает Остров во времени/пространстве и функционирует подобно системе аварийной ликвидации на станции «Лебедь» через электромагнитный выброс. До постройки «Орхидеи» доступ в пещеру с колесом для перемещения острова осуществлялся через колодец (серия «Остров смерти»).

### Станция «Фонарь»
Станция «Фонарь» (англ. The Lamp Post) находится в Лос-Анджелесе, под зданием церкви, где работает мать Фарадея и знакомая Бена — Элоиза Хоукинг. Предназначена для того, чтобы определять координаты острова, на компьютере «Apple II» производятся вычисления будущего местонахождения Острова, который постоянно перемещается в пространстве и времени.
Интерьер станции представляет собой следующее: круглая комната — основное помещение станции с поставленными вдоль стены компьютерами. На одной из стен висит табло, где панели с числами (очень похожими на табло регистрации прилётов-вылетов в аэропортах и на счётчик на станции «Лебедь») постоянно меняются, показывая широту и долготу места, где сейчас находится Остров. Посреди комнаты находится карта южного полушария Земли, а над ней — некий маятник (по всей видимости маятник Фуко), вычерчивающий амплитуды на карте.
Если верить словам Элоизы, то станция построена над магнитным колодцем, а маятник сооружен неизвестным гением. Существуют предположения, что этим гением может оказаться либо Джеральд ДеГрут, либо Энзо Валензетти.

### Станция «Посох»
Станция «Посох» (англ. The Staff) предназначена для оказания медицинской помощи и проведения медицинских исследований. Другие использовали её для лечения беременных женщин. Клер попала сюда, когда её похитил Итан. После её побега Другие поместили всё ценное оборудование в тайник и закрыли станцию. Позже Клер опять попала на станцию вместе с Кейт и Руссо. Джульет приходила на станцию вместе с Сун, чтобы провести тесты на беременность, а также когда Джеку понадобилась операция по удалению аппендикса. На станции отсутствуют видеоинструктаж и компьютер.
На станции имеется спасательный люк, ведущий в неизвестном направлении.

### Станция «Зеркало»
Станция «Зеркало» (англ. The Looking Glass) блокировала все сигналы, поступающие с острова во внешний мир, дабы обеспечить секретность проекта «Дхарма Инишатив». Также под станцией имеется маяк, посылающий сигналы, по которым подводная лодка проекта могла находить остров, поскольку другими путями найти его практически невозможно. По словам Бенджамина Лайнуса, маяк вышел из строя после разряда (поворот ключа Дезмондом), что не мешало станции «Зеркало» продолжать блокировать сигналы с острова и на него. Позже, после падения проекта, Враги — они же Другие — использовали станцию в тех же целях. Лидер Других — Бенджамин Лайнус — сказал своим людям, что станция «Зеркало» затоплена в результате аварии. На станции находились две женщины — Бонни и Грета, смотрительницы станции. На станции имелся двухсторонний видеотерминал для связи с проходящими судами, который впоследствии был уничтожен Чарли, а помещение, в котором он находился, затоплено.

### Станция «Буря»
На станции «Буря» (англ. The Tempest) производился контроль над выбросом нервно-паралитического газа и — по словам некоторых персонажей (в частности — Джульет) — выработка электроэнергии. Интересно мнение Фарадея, который, зная о станции, спрашивал о том, откуда Остров получает энергию. По-видимому — на Острове есть другой источник электричества.
Станция состоит из двух уровней — верхнего, включающего вход и главный коридор, приводящий к площадке, и нижнего с компьютерной системой. В целом по сравнению с другими станциями «Буря» выглядит чистой и отремонтированной. Вход на станцию Буря закрывает бронированная дверь, далее следует коридор, похожий на аналогичный на станции «Посох», который приводит на площадку. На стенах коридора расположены лампы и громкоговорители. На нижнем уровне расположены два компьютера — один отображает интерактивную блок-схему процесса активации/деактивации газа, другой, по видимому, служит для управления различными частями химической реакции, включая команды по регулированию давления и открытию/закрытию вентилей. На мониторе отображались названия химикатов: О-этил 2-диизопропиламиноэтил и N,N-диизопропил-2-аминоэтан тиол. Эти вещества являются основой для изготовления нервно-паралитического газа VX; он был запрещен конвенцией ООН в 1993 году, но был доступен для «Дхарма» в 70-х. Видно, что компьютеры неодинаковы: один аналогичен компьютеру на станции Лебедь, а другой — более новая модель.
Станция была использована Другими против сотрудников «Дхарма Инишатив» в ходе операции «Чистка». В четвёртом сезоне одной из задач «спасателей» было именно посещение станции «Буря». Одна из версий — с помощью станции Шарлотта хотела выпустить ядовитый газ и отравить этим газом всех Других, либо — Бена.
На данный момент станция не представляет опасности — Дэниэл Фарадей и Шарлотта Льюис сделали газ инертным и не представляющим опасности для обитателей Острова.

## Предположительно существующие станции

### «Храм»
Номер — неизвестен.
Статус — активна.
Задача — делать людей Другими, лечить Других.
Станция «Храм» вызывает необратимые изменения в человеческом сознании. По сюжету серии «Остров Смерти», в 1988 году дымовой монстр («Охранная система») схватил Монтанда — одного из мужчин-участников французской экспедиции — и затащил внутрь строения. Монтанд попросил вытащить его, и все остальные участники — Роберт, Бреннан и Лакомб (кроме Даниеэль Руссо) спустились за ним.
Серия «Что случилось — то случилось» даёт понять, что «Храм» не только делает людей Другими, но также и лечит Других. В конце серии Ричард Алперт заносит в «Храм» смертельно раненого 12-летнего Бена Лайнуса, предупредив Сойера и Кейт, что «если я заберу его, то он уже никогда не будет прежним, он всегда будет одним из нас».
Упоминается как «самое безопасное место» на Острове, где укрылась часть Других во время событий 4-го сезона.

### «Дверь»
Номер — неизвестен.
Статус — неизвестен.
Задание — неизвестно.
Строение, которое увидел Майкл, когда был схвачен Другими при попытке спасти сына. Позже — когда в лагерь проник Саид — там уже никого не было, и тогда в числе прочего он заглянул и в эту «Дверь». Особого назначения она не несёт.
Дверь — название металлической двери с эмблемой DHARMA Initiative в деревне-приманке, которая была замечена в эпизодах Три минуты и Живём вместе, умираем поодиночке. Как правило — эта дверь располагается под скалой. Когда Саид открыл её, он увидел, что за дверью нет ничего, кроме самой скалы. Вероятно — дверь использовалась для обмана выживших, а также — самого Майкла. Настоящая цель двери (даже если за ней и существует станция) пока не известна. Есть версия об идее Дхармы, как о порождении Фэн-Шуй, и в соответствии с этой версией по зеркалу Ба-Гуа станций должно быть восемь, а центральная — «Жемчужина», и значит «Дверь» — это одна из подземных станций, замурованная после Инцидента в 80-х годах. Вторая версия — «Дверь» как-то связана с «Орхидеей».
Изначально дверь была замечена Майклом, когда его взяли в плен — тогда она охранялась двумя Другими.

## Другие строения

### Посёлок
Место на севере острова, где жили учёные и участники проекта. В целях безопасности Посёлок окружен высокочастотным звуковым барьером. Барьер можно выключить с помощью кода, который постоянно менялся и выдавался рабочим. Барьер мог остановить «Монстра» — «Человека в чёрном», конкурента Джейкоба. Сами же участники пользовались подводной лодкой, которая могла покидать остров, и подземными туннелями, ведущими во многие части острова.

### Pala Ferry
Небольшая пристань на севере острова, предназначенная для отчаливания от острова. Дело в том, что по правилам проекта не все участники должны знать о существовании казарм и о том, что в них существует причал, поэтому была построена дополнительная пристань вне казарм.

### Радиовышка
Находится на юге острова, служила для передачи ключевых факторов уравнений Валензетти в филиал фонда Хансо. Обычно сигнал был одинаковым: «4 8 15 16 23 42», но в случае, если бы удалось изменить одно из шести чисел, и послать новую форму, которое приобрело бы уравнение Валензетти, то фонд Хансо узнал бы об успешном завершении миссии проекта. Но в 1988 году сигнал был полностью стёрт француженкой Даниэль Руссо и заменён её сигналом о помощи, работавшим шестнадцать лет. Его выключила сама Даниэль в последней серии третьего сезона «В Зазеркалье».

## Члены DHARMA Initiative
- Джеральд и Карен ДеГруты — эта супружеская пара является основателями проекта и доцентами университета Мичиган, статус неизвестен.
- Алвар Хансо — жив, финансист проекта, которого заинтересовала идея его создания.
- Пьер Чанг (Марвин Кендл, Марк Викмунд, Эдгар Халоуокс) — сотрудник «Дхарма Инишатив», человек из обучающих фильмов, в каждом из которых он представлялся разными именами, отец Майлза.
- Стюарт Радзинский — в 1977 году работал в «Дхарма Инишатив». В 1977 году работал на станции «Пламя» его должность — Глава исследований. Погиб уже после «Чистки», застрелился из дробовика, дата смерти не известна, работал на станции «Лебедь».
- Келвин Джо Инман — бывший разведчик, участвовал в Войне в Персидском заливе. В 1992 году работал в «Дхарма Инишатив». Погиб 22 сентября 2004 года от рук Десмонда, работал на станции «Лебедь»;
- Роджер Лайнус — в 1973—1992 годах работал в «Дхарма Инишатив». Должность — разнорабочий. Отец Бенджамина Лайнуса. Погиб во время Чистки 19 декабря 1992 года.
- Бенджамин Лайнус — в 197(?)— 1992 годах работал в «Дхарма Инишатив». Перешёл на сторону уроженцев и возглавил общество Других.
- Гораций Гудспид — в 1973—1992 годах работал в «Дхарма Инишатив». Должность — математик. Погиб во время Чистки 19 декабря 1992 года.
- Оливия Гудспид — в 1973—1992 годах работала в «Дхарма Инишатив». Должность — учительница. Погибла во время Чистки 19 декабря 1992 года.
- Базз — в 1992 году работал в «Дхарма Инишатив». Погиб во время Чистки 19 декабря 1992 года.
- Фил — в 1977 году работал в «Дхарма Инишатив» Охранником. Находился в подчинении у Джеймса ЛаФлёра. Погиб во время Инцидента.
- Джерри — в 1977 году работал в «Дхарма Инишатив» охранником. Находился в подчинении у Джеймса ЛаФлёра.
- Пол — в 1974 году работал в «Дхарма Инишатив». Должность — начальник охраны. Убит Другими.
- Джеймс ЛаФлёр (Сойер) — в 1974—1977 годах работал в «Дхарма Инишатив». Должность — начальник охраны. (В результате перемещения во времени).
- Джульет Бёрк — в 1974—1977 годах работала в «Дхарма Инишатив» механиком на автобазе «Дхарма». (В результате перемещения во времени).
- Джин Квон — в 1974—1977 годах работал в «Дхарма Инишатив» охранником. (В результате перемещения во времени).
- Майлз Стром — в 1974—1977 годах работал в «Дхарма Инишатив». Должность — охранник. (В результате перемещения во времени).
- Дэниел Фарадей — в 1974—1977 годах работал в «Дхарма Инишатив». Точная должность — физик — был отправлен, как учёный на исследования в «ЭНН АРБОР», после чего был в группе станции «Лебедь». (В результате перемещения во времени)
- Джек Шепард — в 1977 году работал в «Дхарма Инишатив». Должность — разнорабочий. (В результате перемещения во времени)
- Кейт Остин — в 1977 году работала в «Дхарма Инишатив». Должность — механик на автобазе «Дхарма». (В результате перемещения во времени)
- Хьюго Рейес — в 1977 году работал в «Дхарма Инишатив». Должность — шеф-повар. (В результате перемещения во времени)
- Ронни — в 1977 году был рекуртом «Дхарма Инишатив». Должность — разнорабочий. Прибыл вместе с другими новобранцами в 1977 году.
- Эми — в 1974—1977 годах работала в «Дхарма Инишатив».
- Олдэм — в 1977 году работал в «Дхарма Инишатив». Должность — дознаватель.
- Рози — в 1977 году работала в «Дхарма Инишатив». Должность — медсестра. Работала на станции «Зеркало».
- Том — в 1977 году работал в «Дхарма Инишатив». Должность — механик на автобазе «Дхарма».
- Безымянный Доктор — в 1977 году работал в «Дхарма Инишатив». Должность — доктор.
- Рэймонд — в 1977 году был рекрутом в «Дхарма Инишатив». Должность — картограф. Прибыл вместе с другими новобранцами в 1977 году.
- Энтони — в 1977 году был рекрутом в «Дхарма Инишатив». Должность — охранник. Прибыл вместе с другими новобранцами в 1977 году.
- Элмер — в 1977 году работал в «Дхарма Инишатив». Должность — инженер.
- Эрин — в 1977 году работала в «Дхарма Инишатив».
- Клив — в 1977 году работал в «Дхарма Инишатив».
- Крэйг — в 1977 году работал в «Дхарма Инишатив».
- Билл — в 1977 году работал в «Дхарма Инишатив».
- Кикер — в 1977 году работал в «Дхарма Инишатив». Был режиссёром Ориентационного видео для 2 станции.
- Опал — в 1973 году работала в «Дхарма Инишатив». Должность — медсестра.
- Кейси — в 1973 году работала в «Дхарма Инишатив». Должность — гемологист.
- Майк — в 1973 году работал в «Дхарма Инишатив». Должность — техник. Работал на станции 5 — «Жемчужина».
- Митч — в 1977 году работал в «Дхарма Инишатив». Работал на причале. Сопровождал Сойера и Джульет до подлодки.
- Джун — в 1973 году работала в «Дхарма Инишатив». Должность — техник. Встречала Роджера и Бена Лайнуса.
- Эрик — в 1977 году работал в «Дхарма Инишатив». Должность — рабочий (работал на строительстве «Орхидеи»)
- Тони — в 1977 году работал в «Дхарма Инишатив». Должность — диспетчер (работал на строительстве «Орхидеи»)
- Дорис — в 1973 году работал в «Дхарма Инишатив».